# Ghailene Chaalali
Ghailene Chaalali (arabe : غيلان الشعلالي), né le 28 février 1994 à La Manouba, est un footballeur international tunisien qui évolue au poste de milieu de terrain à Al-Ahli SC.

## Biographie

### En club
Avec l'Espérance sportive de Tunis, il participe à la Ligue des champions de la CAF en 2015. Lors de cette compétition, il inscrit un but contre le club camerounais des Cosmos de Bafia.

### En équipe nationale
En 2017, il est convoqué dans un stage de l'équipe de Tunisie avant un match contre l'Égypte comptant pour les qualifications à la coupe d'Afrique des nations 2019.
Il participe avec l'équipe de Tunisie à la coupe du monde 2018 organisée en Russie en jouant la totalité du dernier match du groupe G contre le Panama.
Le 14 novembre 2022, il est sélectionné par Jalel Kadri pour participer à la coupe du monde 2022.

## Palmarès
- Vainqueur du championnat de Tunisie en 2017, 2018, 2019, 2021, 2022 et 2024
- Vainqueur de la coupe de Tunisie en 2016
- Vainqueur de la Supercoupe de Tunisie en 2019 et 2021
- Vainqueur du championnat arabe des clubs en 2017
- Vainqueur de la Ligue des champions de la CAF en 2018 et 2019